# Micropeza nigra
Micropeza nigra är en tvåvingeart som beskrevs av Friedrich Hermann Loew 1874. Micropeza nigra ingår i släktet Micropeza och familjen skridflugor. Inga underarter finns listade i Catalogue of Life.